# Shallowater
Shallowater – miasto w Stanach Zjednoczonych, w stanie Teksas, w hrabstwie Lubbock.

## Ludność
Mieszkańcy deklarują głównie pochodzenie meksykańskie (27,3%), niemieckie (14,8%), „amerykańskie” (10,5%), angielskie (10,4%), irlandzkie (7,4%), szkockie lub szkocko–irlandzkie (5,7%) i polskie (2,8%). 65,2% mieszkańców stanowią biali niebędący Latynosami. 